# وزارة التجارة (تايلاند)
وزارة التجارة (بالتايلندية: กระทรวงพาณิชย์)‏ هي وزارة في حكومة تايلاند. الوزارة مسؤولة عن التجارة وأسعار السلع الزراعية المهمة وحماية المستهلك وريادة الأعمال والتأمين وحماية الملكية الفكرية والصادرات وتمثيل تايلاند في منظمة التجارة العالمية. تأسست الوزارة في عام 1892 على يد الملك شولالونغكورن (راما الخامس) من خلال فصل الوزارة عن وزارة الزراعة والتعاونيات. وزير التجارة هو عضو في مجلس الوزراء التايلاندي.